# マイエン島

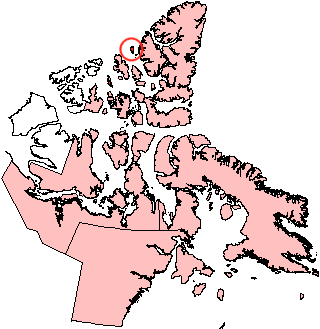
ミーエン島の位置

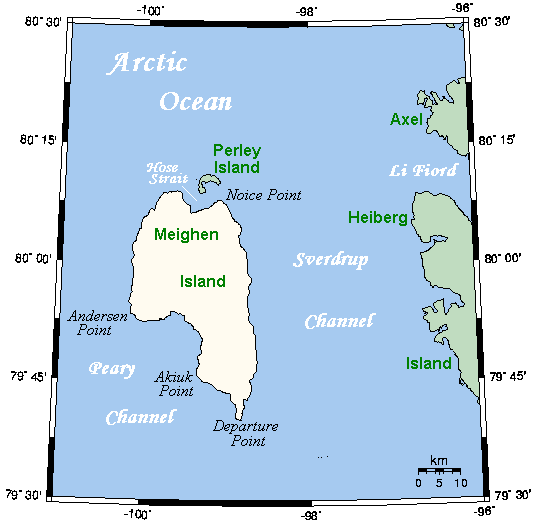
ミーエン島の拡大地図

ミーエン島（-とう、Meighen Island）は、カナダのクイーンエリザベス諸島を構成する無人島。ヌナブト準州に属する。位置は北緯79度55分西経99度30分、面積は955km2である。島は途切れることなく氷で覆われており、北西の海岸は北極海に面している。
ミーエン島は1916年に探検家のヴィルヤルマー・ステファンソン（Vilhjalmur Stefansson）に発見され、後にカナダ首相のアーサー・ミーエン（Arthur Meighen）の名に因んで命名された（発音はマイエンではなくミーエン）。多くのカナダの北極海の島々と異なり、イヌイットやチューレが居住した痕跡は発見されておらず、ミーエン島が昔から無人島であったことを示している。同島が極端な高緯度に位置するためと考えられている。
ミーエン島の近くにはそれほど多くの島は存在しない。ミーエン島から40キロメートル東方に、主要な島として最も近いアクセルハイバーグ島があり、4キロメートル北方にはホーズ海峡を跨いで小さな三日月形の島であるパーレイ島がある。